# Jon Montgomery
Jonathan Riley „Jon“ Montgomery (* 6. května 1979 Russell) je bývalý kanadský skeletonista. Jeho největším úspěchem je zlatá olympijská medaile z her ve Vancouveru roku 2010. Napodobil tak svého trenéra Duffa Gibsona, který získal olympijské zlato čtyři roky předtím v Turíně. V Kanadě se stal velmi populární pro svou spontánní oslavu po zisku olympijské medaile, kdy ho kamera zachytila, jak si přihnul ze džbánu piva, který mu podal jeden z fanoušků, zatímco dav kolem něj zpíval státní hymnu. Emocionální výstup předvedl i na stupních vítězů. Krom toho má individuální stříbro z mistrovství světa, z roku 2008. Jeho nejvyšší celkové umístění ve Světovém poháru bylo druhé místo v sezóně 2007-08. Původním povoláním byl prodavač aut. Po skončení závodní kariéry se stal televizním moderátorem, uváděl například několik sezón šou The Amazing Race Canada. V rozhovoru pro CTV uvedl, že má přes hruď vytetovaný javorový list a slovo „Kanada“, tetování si prý pořídil poté, co odmaturoval na střední škole.